# CG-1
La CG-1 (Carretera General 1) es una carretera de la red principal de carreteras de Andorra, que comunica la capital del país, Andorra la Vieja, con España, por lo que recibe el nombre de Carretera d'Espanya (Carretera de España) en el Principado.

## Recorrido
Esta carretera enlaza la capital del principado, Andorra la Vieja con España, atravesando en su recorrido la población andorrana de San Julián de Loria.
Ya en territorio español, recibe la denominación de N-145, que la comunica con la población de la Seo de Urgel, provincia de Lérida (Cataluña).
- Datos: Q1044966
- Multimedia: CG-1 / Q1044966